# مونتانياريالي
مونتانياريالي (بالإيطالية: Montagnareale)‏ هي بلدية في مقاطعة ميسينا في صقلية الإيطالية.

## السكان
في سنة 1861 بلغ عدد السكان 2٬300 نسمة، وتطور العدد ليصل في سنة 2011 لـ 1٬631 نسمة.
يظهر هذا المخطط البياني تطور النمو السكاني لـ مونتانياريالي